# Ritz Hotel Tower
 (mars 2023).
Si vous disposez d'ouvrages ou d'articles de référence ou si vous connaissez des sites web de qualité traitant du thème abordé ici, merci de compléter l'article en donnant les références utiles à sa vérifiabilité et en les liant à la section « Notes et références ».
Le Ritz Hotel Tower est un gratte-ciel de 165 mètres construit à New York en 1926. Il abrite un hôtel de la chaîne Ritz-Carlton.  